# Hure (Gironde)
Hure ist eine französische Gemeinde mit 565 Einwohnern (Stand 1. Januar 2022) im Département Gironde in der  Region Aquitanien. Die Einwohner bezeichnen sich als Hurois oder Huroises. 

## Geographie
Die Garonne bildet die nördliche Gemeindegrenze zum gegenüberliegenden Dorf Bourdelles. Weitere Nachbargemeinden sind Meilhan-sur-Garonne im Osten, Noaillac im Süden und Fontet im Westen.
Zwischen Hure und der Garonne verläuft der parallel zum Fluss angelegte Canal latéral à la Garonne, dessen ehemalige Treidelpfade heute teilweise asphaltierte Straßen sind. An der Gemeindegrenze zu Meilhan-sur-Garonne mündet der Fluss Lisos in die Garonne.

## Bevölkerungsentwicklung
| 1962 | 1968 | 1975 | 1982 | 1990 | 1999 | 2006 | 2017 |
| ---- | ---- | ---- | ---- | ---- | ---- | ---- | ---- |
| 465  | 528  | 508  | 435  | 438  | 439  | 476  | 513  |

## Sehenswürdigkeiten

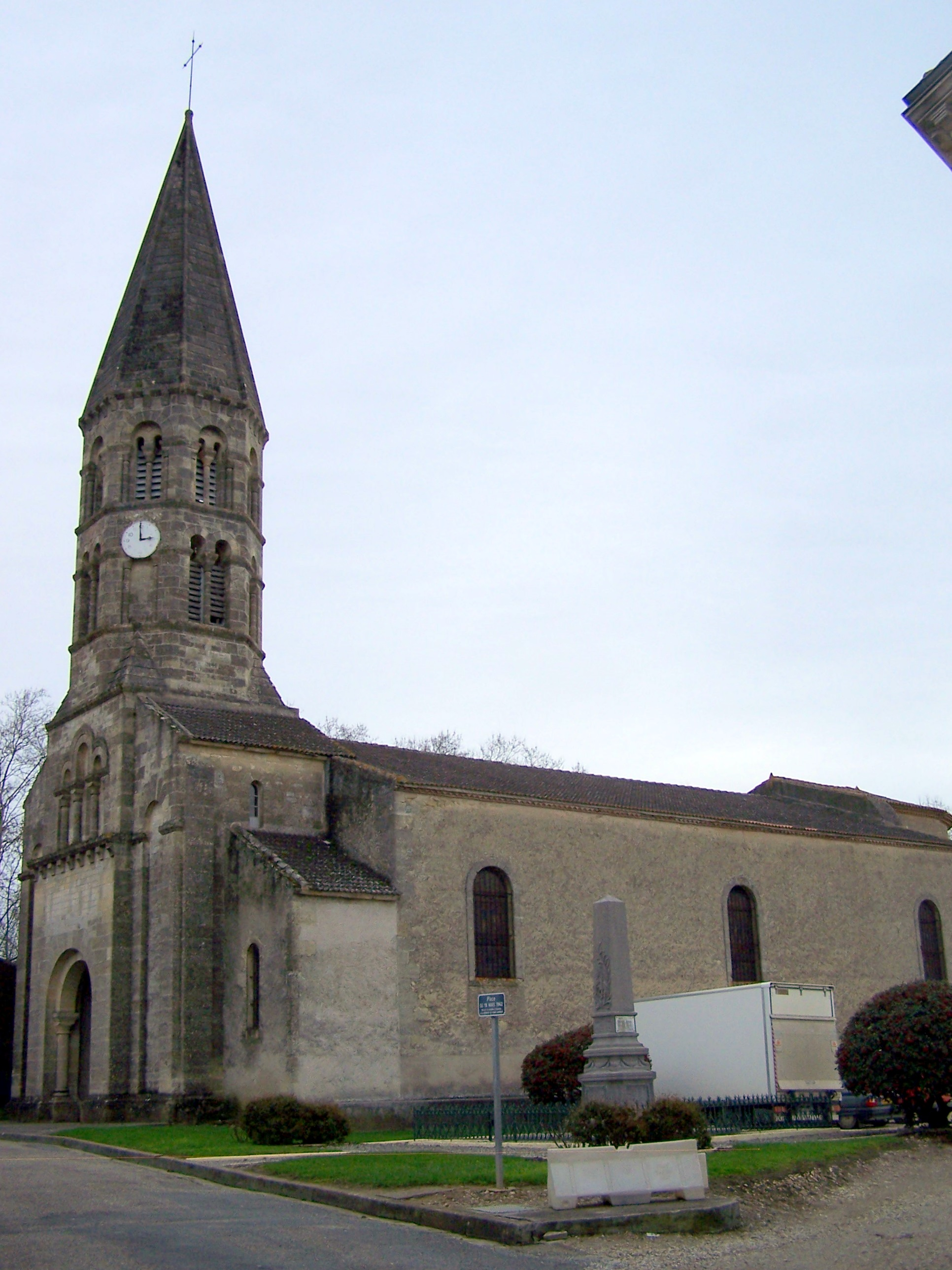
Kirche Saint-Martin

- Kirche Saint-Martin
- Windmühle aus dem 19. Jahrhundert